# Louis Nganioni
Louis Nganioni est un footballeur français né le 3 juin 1995 à Melun. Il évolue comme défenseur au FC Sète 34.

## Biographie
En 2008, il intègre le pôle espoirs de Reims, pour deux ans de préformation.
En 2010, aux côtés de Mike Maignan, il remporte la Coupe nationale des Ligues U15 avec la Ligue de Paris-Île-de-France.

### En équipe nationale
Passé par toutes les classes de sélections de jeunes, il est finaliste du championnat d'Europe des moins de 19 ans en 2013, sans toutefois disputer le moindre match lors de cette compétition. Il remporte finalement le Tournoi de Toulon en 2015 avec l'équipe de France des moins de 20 ans.

## Statistiques

### En club

#### En équipe réserve
| Saison                | Club                  | Championnat           | Championnat | Championnat | Championnat | Coupe(s) nationale(s) | Coupe(s) nationale(s) | Coupe(s) nationale(s) | Total | Total | Total |
| Saison                | Club                  | Division              | M.          | B.          | P.d.        | M.                    | B.                    | P.d.                  | M.    | B.    | P.d.  |
| 2013-2014             | Olympique lyonnais B  | CFA                   | 22          | 0           | 0           | -                     | -                     | -                     | 22    | 0     | 0     |
| 2014-2015             | Olympique lyonnais B  | CFA                   | 29          | 1           | 0           | -                     | -                     | -                     | 29    | 1     | 0     |
| Total sur la carrière | Total sur la carrière | Total sur la carrière | 51          | 1           | 0           | -                     | -                     | -                     | 51    | 1     | 0     |

#### Parcours professionnel
| Saison                | Club                     | Championnat           | Championnat | Championnat | Championnat | Coupe(s) nationale(s) | Coupe(s) nationale(s) | Coupe(s) nationale(s) | Compétition(s) continentale(s) | Compétition(s) continentale(s) | Compétition(s) continentale(s) | Compétition(s) continentale(s) | Barrages d'accession | Barrages d'accession | Barrages d'accession | Total | Total | Total |
| Saison                | Club                     | Division              | M.          | B.          | P.d.        | M.                    | B.                    | P.d.                  | Comp.                          | M.                             | B.                             | P.d.                           | M.                   | B.                   | P.d.                 | M.    | B.    | P.d.  |
| 2015-2016             | FC Utrecht (prêt)        | Eredivisie            | 11          | 0           | 0           | 1                     | 0                     | 0                     | -                              | -                              | -                              | -                              | -                    | -                    | -                    | 12    | 0     | 0     |
| Sous-total            | Sous-total               | Sous-total            | 11          | 0           | 0           | 1                     | 0                     | 0                     | -                              | -                              | -                              | -                              | -                    | -                    | -                    | 12    | 0     | 0     |
| 2016-2017             | Stade brestois 29 (prêt) | Ligue 2               | 20          | 1           | 1           | 3                     | 0                     | 0                     | -                              | -                              | -                              | -                              | -                    | -                    | -                    | 23    | 1     | 1     |
| Sous-total            | Sous-total               | Sous-total            | 20          | 1           | 1           | 3                     | 0                     | 0                     | -                              | -                              | -                              | -                              | -                    | -                    | -                    | 23    | 1     | 1     |
| 2017-2018             | Olympique lyonnais       | Ligue 1               | -           | -           | -           | -                     | -                     | -                     | C1+C3                          | -                              | -                              | -                              | -                    | -                    | -                    | 0     | 0     | 0     |
| Sous-total            | Sous-total               | Sous-total            | -           | -           | -           | -                     | -                     | -                     | -                              | -                              | -                              | -                              | -                    | -                    | -                    | 0     | 0     | 0     |
| 2018-2019             | Levski Sofia             | Parva Ligua           | 7           | 0           | 1           | -                     | -                     | -                     | -                              | -                              | -                              | -                              | -                    | -                    | -                    | 7     | 0     | 1     |
| Sous-total            | Sous-total               | Sous-total            | 7           | 0           | 1           | -                     | -                     | -                     | -                              | -                              | -                              | -                              | -                    | -                    | -                    | 7     | 0     | 1     |
| 2019-2020             | Fremad Amager            | Superligaen           | 3           | 0           | 0           | -                     | -                     | -                     | -                              | -                              | -                              | -                              | -                    | -                    | -                    | 3     | 0     | 0     |
| Sous-total            | Sous-total               | Sous-total            | 3           | 0           | 0           | -                     | -                     | -                     | -                              | -                              | -                              | -                              | -                    | -                    | -                    | 3     | 0     | 0     |
| 2020-2021             | FK Tsarsko Selo Sofia    | Parva Ligua           | 7           | 0           | 1           | 1                     | 0                     | 0                     | -                              | -                              | -                              | -                              | 2                    | 0                    | 0                    | 10    | 0     | 1     |
| 2021-2022             | FK Tsarsko Selo Sofia    | Parva Ligua           | 17          | 0           | 1           | 1                     | 0                     | 0                     | -                              | -                              | -                              | -                              | -                    | -                    | -                    | 18    | 0     | 1     |
| Sous-total            | Sous-total               | Sous-total            | 24          | 0           | 2           | 2                     | 0                     | 0                     | -                              | -                              | -                              | -                              | 2                    | 0                    | 0                    | 28    | 0     | 2     |
| Total sur la carrière | Total sur la carrière    | Total sur la carrière | 55          | 1           | 3           | 6                     | 0                     | 0                     | -                              | -                              | -                              | -                              | 2                    | 0                    | 0                    | 63    | 1     | 3     |

## Palmarès

### En sélection nationale
- Équipe de France des moins de 19 ans
  - Finaliste du Championnat d'Europe des moins de 19 ans en 2013
- Équipe de France des moins de 20 ans
  - Vainqueur du Tournoi de Toulon en 2015